# 伊恩·J·A·格雷厄姆
伊恩·J·A·格雷厄姆（英語：Ian James Alastair Graham，1923年11月12日—2017年8月1日）是一位美国玛雅学家和考古学家，曾获大英帝國勳章和首届麦克阿瑟奖。